# リーダーバッハ・アム・タウヌス
リーダーバッハ・アム・タウヌス (ドイツ語: Liederbach am Taunus) は、ドイツ連邦共和国ヘッセン州マイン＝タウヌス郡の町村（以下、本項では便宜上「町」と記述する）である。

## 地理

### 隣接する市町村
リーダーバッハ・アム・タウヌスは、北はバート・ゾーデン・アム・タウヌス、東はズルツバッハ (タウヌス)、南は郡独立市のフランクフルト・アム・マイン、西はケルクハイム (タウヌス)と境を接している。

### 自治体の構成
リーダーバッハ・アム・タウヌスは、ニーダーホーフハイムおよびオーバーリーダーバッハの 2つの地区からなる。ニーダーホーフハイムは町の西側、オーバーリーダーバッハは町の東側を占める。

### グリューネ・ミッテ
この街の地形はいわゆる「グリューネ・ミッテ」と呼ばれる地形が主である。この地形は、大部分が耕作された農地と一連のリーダーバッハ川の水路からなっている。グリューネ・ミッテは、リーダーバッハの全面積の約 1/6 であるが、この町はグリューネ・ミッテで有名である。

## 歴史

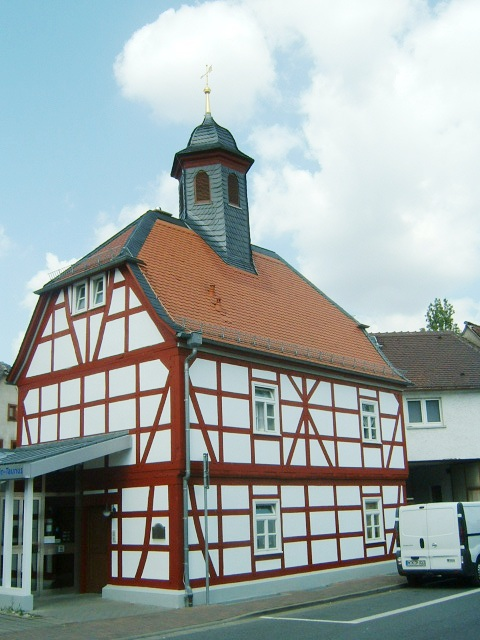
ニーダーホーフハイムの旧町役場

おそらく 550年頃にニーダーホーフハイム、オーバーリーダーバッハ、ウンターリーダーバッハの村が形成された。最初の文献上の記録は 791年で、ロルシュ修道院の所有地に Leoderbach として記述されている。1100年に Leoderbach は、レーエンとしてエップシュタイン家の所領となった。1492年にこの村はヘッセン方伯に売却された。リーダーバッハでは17世紀に宗教改革がなされた。
オーバーリーダーバッハ、ウンターリーダーバッハ、ニーダーホーフハイムは、1803年にナッサウ＝ウージンゲン家の所領となり、その 6年後にナッサウ公国の一部となった。普墺戦争後、1866年に 3つの村はプロイセン王国のヘッセン＝ナッサウ州に属した。1903年には、鉄道ヘーヒスト - ケーニヒシュタイン線のニーダーホーフハイム＝オーバーリーダーバッハ駅が設けられた。
1917年にウンターリーダーバッハはヘーヒスト・アム・マイン市に合併され、1928年にフランクフルト・アム・マインの市区となった。オーバーリーダーバッハとニーダーホーフハイムは1928年4月1日に新たに成立したマイン＝タウヌス郡に編入された。
ヘッセン州の市町村再編に伴って、2つの村は、1971年12月31日に新たな町リーダーバッハ・アム・タウヌスとして合併した。北部に位置するハイデジートルングは主にヘーヒスト染色工場の従業員がこの町の近くに住居を求めて形成された町である。

## 行政

### 議会
リーダーバッハ・アム・タウヌスの町議会は、31議席からなる

### 首長
エーファー・ゼルナーは、2009年にこの町初の女性町長として職に就いた。

### 姉妹自治体
リーダーバッハは、ドイツおよびヨーロッパの多くの町と長年にわたって姉妹自治体活動を行っている。
- フラウエンヴァルト（ドイツ、テューリンゲン州）
- ヴィルボン＝シュル＝イヴェット（フランス、エソンヌ県）
- ヴァーウッド（イギリス、ドーセット）
- サルドゥス（ラトビア）
- ピエトロビツェ・ビエルキエ（ポーランド、シロンスク県）

## 文化と見所

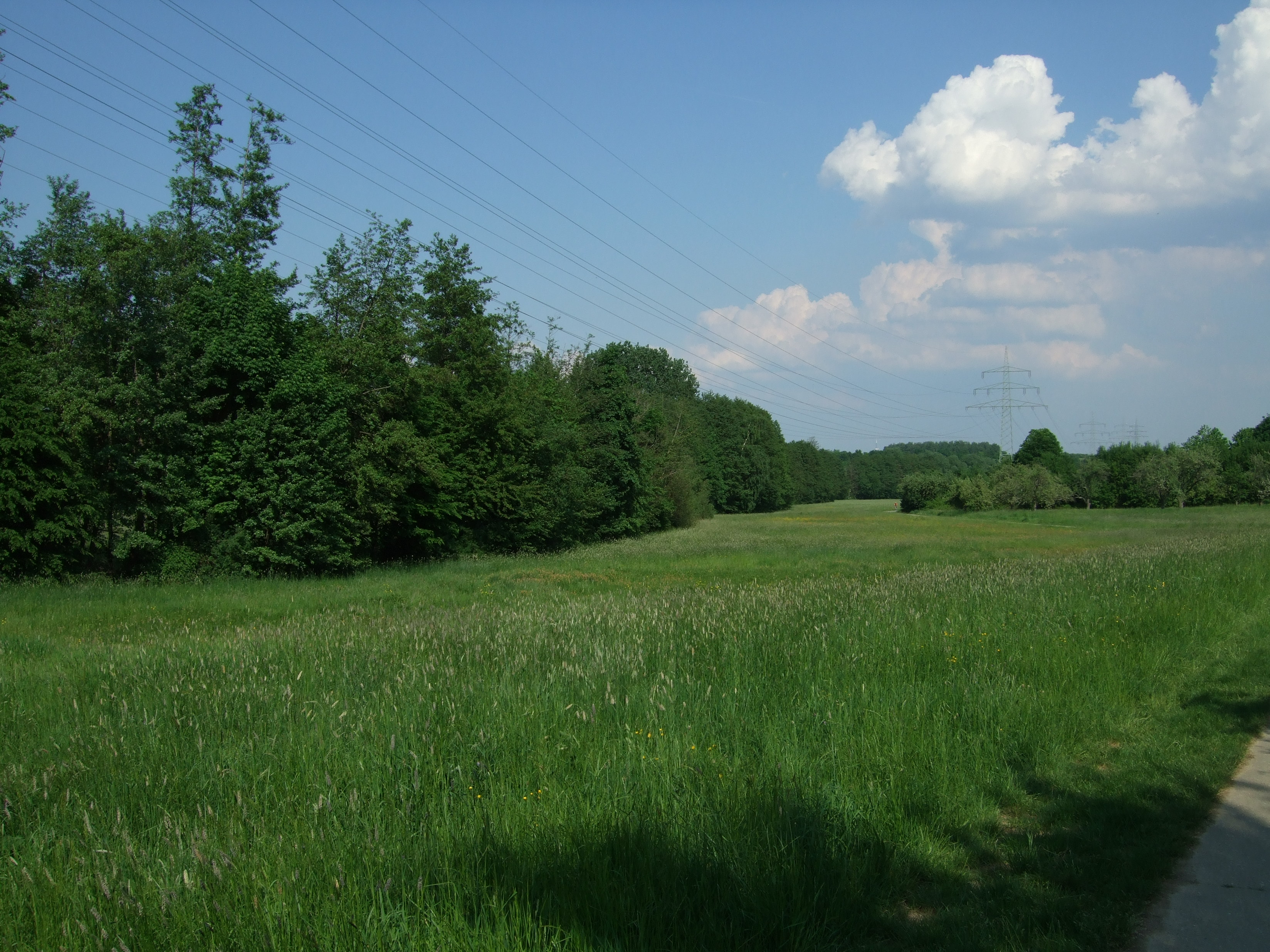
シュミーダーバッハタール

### 文化イベント
リーダーバッハのケルベボルシュ協会は、毎年9月から10月にケルプ（教会開基祭）を開催している。ケルベボルシュは、教会開基記念樹にぶら下げた等身大のわら人形「ハネス」を監視することを任務としている。ケルプの際には、ルンメル広場でダンスが行われる。サッカーのランデスリーガ・ミッテでプレイするSG オーバーリーダーバッハも地元にある。

### 環境
町に隣接するシュミーバッハタールは、リーダーバッハタールの住民に人気の保養地・ハイキング地である。行政側は、農業に利用されている土地に隣接した自然の果樹園を保存するよう努力している。

### 青年会
2005年に発足したリーダーバッハの青年会は週に3回、遊んだり、くつろいだり、ふざけあったり、友人と会う会合を持っている。この他に女性の日もある。定期的にハイキングやダンス講習会、ブレークダンス講習会、映画や演劇の夕べなどの活動を行っている。

### サークル
リーダーバッハには、シュポルトゲマインシャフト・オーバーリーダーバッハ (SGO) をはじめ数多くのクラブがある。SGOでは主に、サッカー、柔道、女子体操などを行っている。TSGには陸上競技、卓球、ハンドボール、射撃競技、体操といった競技種目がある。これ以外の種目では、VCL（バレーボールクラブ・リーダーバッハ）のバレーボールがある。また、リーダーバッハ自衛消防団やドイツ赤十字リーダーバッハも特筆すべきである。

## 引用
1. ↑  Hessisches Statistisches Landesamt: Bevölkerung in Hessen am 31.12.2023 (Landkreise, kreisfreie Städte und Gemeinden, Einwohnerzahlen auf Grundlage des Zensus 2011)]
2. ↑  2011年3月27日の町議会議員選挙結果、ヘッセン州統計局（2013年6月23日 閲覧）
3. ↑  リーダーバッハ・アム・タウヌスの町長選挙結果、ヘッセン州統計局（2013年6月23日 閲覧）